# Kriegerdenkmal Ackendorf
Das Kriegerdenkmal Ackendorf ist ein denkmalgeschütztes Kriegerdenkmal im Ortsteil Ackendorf der Stadt Gardelegen in Sachsen-Anhalt. Im örtlichen Denkmalverzeichnis ist das Kriegerdenkmal unter der Erfassungsnummer 094 98050 als Baudenkmal verzeichnet.

## Allgemeines
Beim Kriegerdenkmal Ackendorf handelt es sich um eine Stele zu Ehren der gefallenen Soldaten des Ersten Weltkriegs. In der Spitze der Stele befindet sich ein Eisernes Kreuz und gekrönt ist sie von einer Kugel.